# Ctiboř (ort i Tjeckien, Mellersta Böhmen)
Ctiboř är en ort i Tjeckien.   Den ligger i regionen Mellersta Böhmen, i den centrala delen av landet, 50 km sydost om huvudstaden Prag. Ctiboř ligger 398 meter över havet och antalet invånare är 106.
Terrängen runt Ctiboř är huvudsakligen platt, men söderut är den kuperad. Runt Ctiboř är det ganska glesbefolkat, med 31 invånare per kvadratkilometer. Närmaste större samhälle är Vlašim, 3,4 km söder om Ctiboř. Omgivningarna runt Ctiboř är en mosaik av jordbruksmark och naturlig växtlighet.